# Riethnordhausen (bei Erfurt)

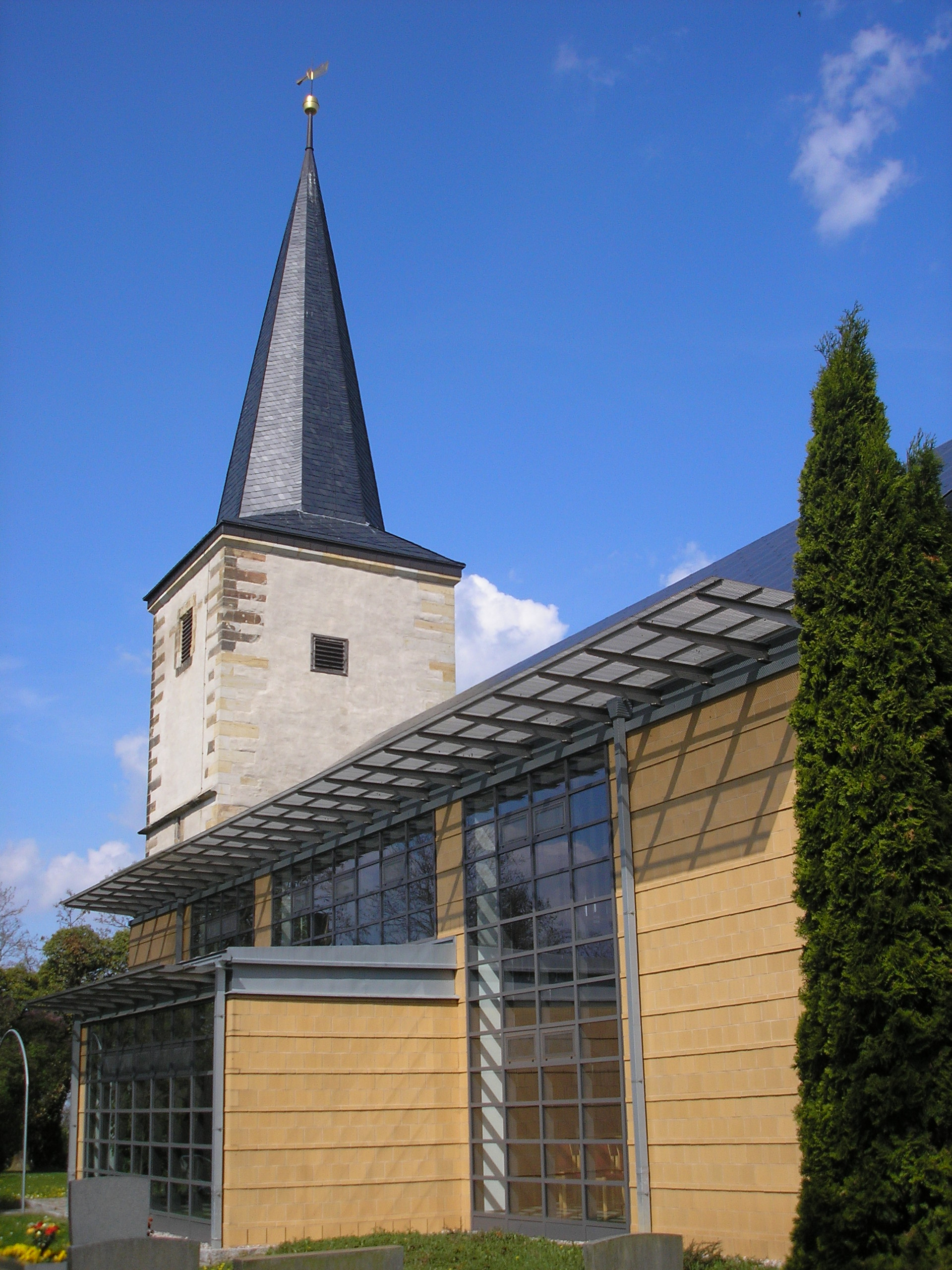
Dorfkirche

Die Gemeinde Riethnordhausen (umgangssprachlich Nurzen) ist mit 988 Einwohnern und einer Fläche von 1293 Hektar Mitglied der Verwaltungsgemeinschaft Straußfurt.
Sie gehört damit zum Landkreis Sömmerda.

## Geografie
Riethnordhausen liegt im Thüringer Becken, etwa zehn Kilometer nördlich von Erfurt.
Der Ort liegt an der Landstraße 2142 zwischen Straußfurt und Erfurt an der Schmalen Gera.
Die Nachbargemeinden sind: Haßleben, Alperstedt, Nöda, Walschleben und Ringleben.

## Geschichte
Im 12. Jahrhundert bildete Riethnordhausen zusammen mit dem benachbarten Mittelhausen eine „kleinere Grafschaft“ im Besitz der ludowingischen Landgrafen von Thüringen. Beide Orte kamen bei der Leipziger Teilung der wettinischen Besitzungen im Jahr 1485 zum ernestinischen Kurfürstentum Sachsen. Sie gehörten ab 1542 zum neu gebildeten „Amt Ringleben“, welches nach der Wittenberger Kapitulation 1547 im Besitz der Ernestiner blieb und bei der Erfurter Teilung 1572 zum Herzogtum Sachsen-Weimar kam. Nach dem Tod des Herzogs Wilhelm IV. von Sachsen-Weimar wurde das Amt Ringleben mit seinen drei Orten im Jahr 1662 dem neu entstandenen Herzogtum Sachsen-Eisenach zugeteilt und 1672 dem Amt Großrudestedt angegliedert. Ab 1741 gehörte dieses zu Sachsen-Weimar-Eisenach. Der Ort wurde 1850 dem Verwaltungsbezirk Weimar des Großherzogtums Sachsen-Weimar-Eisenach zugeteilt.
In der Zeit des Nationalsozialismus kam es im Dorf zu Diskriminierungen von Sinti und Roma. So wurde der Besuch des Grabes von Wilhelm A. J. Weiß durch polizeiliche Kontrolle und Schikanen sowie Verhaftungen deutlich erschwert. Dieses Grab, gekennzeichnet durch eine eingehauene Geige (Wilhelm A. J. Weiß soll ein begabter Musiker gewesen sein), wurde nach dessen Tod zu einem „Wallfahrtsort“ in der Umgebung.
Neben solchen Diskriminierungen der Sinti und Roma mussten zwischen 1940 und 1945 ca. 22 polnische und 65 russische Zwangsarbeiter in der Landwirtschaft arbeiten. Noch im März 1945 war das Kommando 51 mit sowjetischen Kriegsgefangenen aus dem Stalag IX C Bad Sulza im Einsatz.

## Wappen
Blasonierung: „In Silber auf einem mit einem liegenden goldenen Rohrkolben belegten gebogenen grünen Schildfuß eine blaubedachte Kirche.“

## Kultur und Sehenswürdigkeiten
Bedeutendste Sehenswürdigkeit des Ortes ist die St.-Bonifatius-Kirche, auch „Thüringer Laterne“ genannt. Sie brannte 1996 fast völlig ab und wurde inzwischen durch einen Neubau ersetzt. Lediglich der weithin sichtbare Kirchturm wurde originalgetreu wieder errichtet. Der Neubau des Kirchenschiffes wurde nach Planung der Architekten Schinzel und Schwarzkopf errichtet. Seine Besonderheit ist eine Photovoltaikanlage auf der gesamten südlichen Dachhälfte. Im Jahre 2001 erhielt die Kirche aus der Werkstatt von Orgelbau Waltershausen eine neue Orgel mit zwei Manualen, Pedal und zwölf Registern.
Auf dem Friedhof erinnert ein Grabstein mit einem Geigen-Motiv an den begnadeten Geiger, den Sinto Wilhelm A. J. Weiß, der hier 1899 beigesetzt wurde. Seither besuchten viele Sinti und Roma das Grab.
Anfang 2015 abgerissen wurde ein Gebäude, das Ortsgeschichte und Ortsbild mitgeprägt hat: die frühere Gemeindeschenke, das „Haus zum Goldenen Löwen“. Sie war ein „prächtiges und vielbesuchtes Gebäude“.

### Regelmäßige Veranstaltungen
- Osterfeuer
- Sommerfest mit Fußballfreizeitturnier
- Kirmes im Oktober

## Persönlichkeiten
- Johann Philipp Bendeler (1654–1709), Organist und Orgeltheoretiker
- Wilhelm Weißenborn (1803–1878), Theologe, Philologe, Historiker, Politiker und Mitglied der Frankfurter Nationalversammlung
- Franz Fürchtegott Böhme (1856–1932), Verwaltungsjurist, Politiker und Kirchenfunktionär